# Вербовчик
Вербовчик (укр. Вербівчик) — село в Подкаменской поселковой общине Золочевского района Львовской области Украины.
Население по переписи 2001 года составляло 439 человек. Занимает площадь 0,924 км². Почтовый индекс — 80674. Телефонный код — 3266.

## Известные люди
- Ирина Сех — украинский политик, бывший депутат Верховной рады.